# 博耶瓦利鎮區 (愛荷華州索克縣)
博耶瓦利鎮區（英語：Boyer Valley Township）是位於美國愛荷華州索克縣的一個行政鎮區。

## 地方資料
根據2010年美國人口普查的數據，博耶瓦利鎮區的面積為94.25平方千米，當中陸地面積為93.92平方千米，而水域面積為0.33平方千米。當地共有人口775人，而人口密度為每平方千米8.22人。